# Liste des maires d'Amigny-Rouy
Pour un article plus général, voir Amigny-Rouy.
La Liste des maires d'Amigny-Rouy regroupe les noms des maires de la commune d'Amigny-Rouy avec leur date de prise de fonction ainsi que les dates de fin de fonctions des maires.

## Liste des maires
| Période                                  | Période                    | Identité                    | Étiquette | Qualité                                                 |
| ---------------------------------------- | -------------------------- | --------------------------- | --------- | ------------------------------------------------------- |
| 1792                                     | 1794                       | Jean Louis Langlet          |           |                                                         |
| 1794                                     | 1812                       | Jean Lefevre                |           |                                                         |
| 1813                                     | 1815                       | M. Bertin                   |           |                                                         |
| 1815                                     | 1816                       | M. Debrie                   |           |                                                         |
| 1816                                     | 1825                       | Antoine Lemaire             |           |                                                         |
| 1825                                     | 1831                       | Louis Augustin Carlier      |           |                                                         |
| 1831                                     | 1848                       | Jean Louis Demilly          |           |                                                         |
| 1849                                     | 1849                       | Louis Delaporte             |           |                                                         |
| 1849                                     | 1852                       | Germain Duhenoy             |           |                                                         |
| 1852                                     | 1870                       | Louis Hector Maxime Lefevre |           |                                                         |
| 1870                                     | 1878                       | Jean Louis Auguste Lamotte  |           |                                                         |
| 1878                                     | 1879                       | Evariste Guerin             |           |                                                         |
| 1879                                     | 1880                       | Lucien Guille               |           |                                                         |
| 1880                                     | 1888                       | Henry Delaporte             |           |                                                         |
| 1888                                     | 1892                       | Auguste Maruy               |           |                                                         |
| 1892                                     | 1892                       | Amedée Hain                 |           |                                                         |
| 1892                                     | 1905                       | Joseph Debrie-Demilly       |           |                                                         |
| 1905                                     | 1908                       | Gustave Dufresne            |           |                                                         |
| 1908                                     | 1913                       | Jean Baptiste Daulle        |           |                                                         |
| 1913                                     | 1920                       | Lucien Langlet              |           |                                                         |
| 1920                                     | 1924                       | Amedée Hain                 |           |                                                         |
| 1924                                     | 1929                       | Théophile Delaporte         |           |                                                         |
| 1929                                     | 1935                       | Gaston Debrie               |           |                                                         |
| 1935                                     | 1944                       | Eugène Coffin               |           |                                                         |
| 1944                                     | 1945                       | Lucien Lefevre              |           |                                                         |
| 1945                                     | 1947                       | Philemon Rousset            |           |                                                         |
| 1947                                     | 1949                       | Henry Triou                 |           |                                                         |
| 1949                                     | 1950                       | Paul Demilly                |           |                                                         |
| 1950                                     | 1971                       | René Carpentier             |           |                                                         |
| 1971                                     | 1977                       | Odette Gomont               |           |                                                         |
| 1977                                     | 1983                       | Marceau Lecoeur             |           |                                                         |
| 1983                                     | 1989                       | Hubert De Wilde             |           |                                                         |
| 1989                                     | mars 2001                  | Michel Valeggi              |           |                                                         |
| mars 2001                                | janvier 2019               | André Didier                | DVD       | Retraité de la fonction publique et décédé en fonctions |
| mars 2019                                | En cours (au 7 avril 2019) | Joël Duhénoy                |           | Entrepreneur                                            |
| Les données manquantes sont à compléter. |                            |                             |           |                                                         |

## Compléments